# Seebach (Seltzbach)
Der Seebach (auch Seebaechel) ist ein 10,8 km langes Fließgewässer im französischen Département Bas-Rhin (Unterelsass).

## Geographie

### Verlauf
Der Seebach entspringt in der leicht gewellten Landschaft des Outre-Forêt südöstlich der Stadt Wissembourg (Weißenburg im Elsass) in der Nähe der kleinen Ansiedlung Geitershof auf rund 172 m Höhe. Er verläuft von dort in südlicher Richtung durch die wegen ihrer Fachwerkbauten bekannte Gemeinde Seebach und weiter durch unbewaldetes Gelände, an Aschbach, wo er sich nach Südosten wendet, Stundwiller und Buhl vorbei, bis zur Mündung in den Seltzbach in den Gewannen Hasslach und Neubruch.

### Zuflüsse
Der von rechts kommende Zufluss bei Aschbach ist in der Karte nicht benannt.